# 성공예감 (라디오 프로그램)
《성공예감 이대호입니다》는 KBS 1라디오(전국, 수도권 기준 FM 97.3MHz, AM 711kHz)에서 방송중인 라디오 경제 프로그램이다. 단, 평일 아침과 토요일 아침은 모두 전국방송이다.

## 역대 방송시간
| 방송 채널   | 방송 기간                          | 방송 시간                                                                                        |
| ----------- | ---------------------------------- | ------------------------------------------------------------------------------------------------ |
| KBS 1라디오 | 2008년 11월 17일 ~ 2014년 4월 4일  | 평일 아침 8:35 ~ 오전 9:58                                                                       |
| KBS 1라디오 | 2014년 4월 7일 ~ 2014년 12월 31일  | 평일 아침 8:30 ~ 아침 8:58                                                                       |
| KBS 1라디오 | 2015년 1월 1일 ~ 2016년 5월 6일    | 평일 아침 8:30 ~ 오전 9:58                                                                       |
| KBS 1라디오 | 2016년 5월 9일 ~ 2018년 5월 25일   | 평일 아침 8:30 ~ 오전 9:30                                                                       |
| KBS 1라디오 | 2018년 5월 28일 ~ 2018년 8월 31일  | 평일 오전 9:10 ~ 오전 9:58                                                                       |
| KBS 1라디오 | 2018년 9월 3일 ~ 2019년 9월 13일   | 평일 오전 9:05 ~ 오전 9:58                                                                       |
| KBS 1라디오 | 2019년 9월 16일 ~ 2021년 9월 25일  | 월~토요일 오전 9:05 ~ 오전 9:57                                                                  |
| KBS 1라디오 | 2021년 9월 27일 ~ 2023년 3월 25일  | 평일 오전 9:05 ~ 오전 10:53, 토요일 오전 9:05 ~ 오전 9:57                                        |
| KBS 1라디오 | 2023년 4월 17일 ~ 2023년 12월 30일 | 평일 오전 9:05 ~ 오전 10:53, 토요일 오전 9:05 ~ 오전 9:57                                        |
| KBS 1라디오 | 2024년 1월 1일 ~ 현재              | 평일 오전 9:05 ~ 오전 10:53, 토요일 오전 9:05 ~ 오전 9:57, 일요일 오후 5:05 ~ 저녁 5:57 (재방송) |
| KBS 1라디오 | 2023년 3월 27일 ~ 2023년 4월 14일  | 평일 오전 9:05 ~ 오전 10:53                                                                      |

## 역대 진행자
- 2008년 11월 17일 ~ 2014년 4월 4일 : 김방희
- 2014년 4월 7일 ~ 2018년 8월 31일 : 김원장
- 2023년 3월 27일 ~ 현재 : 이대호

## 지역 방송국 프로그램
다음 지역국 방송국 프로그램은 성공예감 별책부록 재방송 시간대인 일요일 오후 5시 5분에 방송된다.
| 방송국  | 프로그램 타이틀 | 진행자 | 방송권역       |
| ------- | --------------- | ------ | -------------- |
| KBS전주 | 터놓고 말합시다 | 함윤호 | 전북특별자치도 |